# Miklós Ligeti

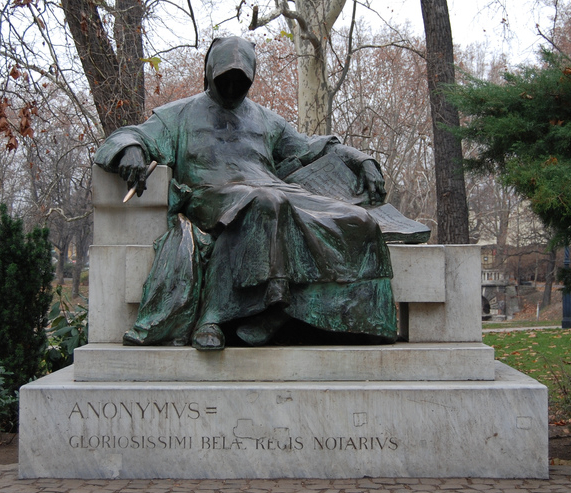
Statue des Anonymus, 1903

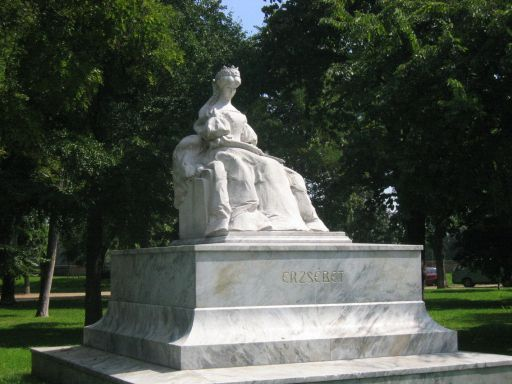
Denkmal Königin Elisabeth von Ungarn, 1907

Bildnisbüste Kaiser Karl I., 1917

Miklós Ligeti (* 19. Mai 1871 in Buda, Königreich Ungarn; † 10. Dezember 1944 in Budapest) war ein ungarischer Bildhauer.

## Leben
Ligeti genoss seine Ausbildung in renommierten Instituten und bei berühmten Lehrern. So studierte er zunächst in seiner Heimatstadt Budapest bei Alajos Stróbl von Liptoujvar und bei Lajos Mátrei. Danach ging er nach Wien, immatrikulierte an der Akademie der bildenden Künste, wo Edmund von Hellmer sein Lehrer war. Den Abschluss seiner Studien machte Ligeti in Paris bei Denise Pierre Puech und Auguste Rodin.
Sein Hauptwerk schuf er 1903. Es handelte sich hierbei um das Monument für den unbekannten Verfasser der ältesten ungarischen Chronik („Anonymus Belae regis notarius“) in Bronze für das Budapester Stadtwäldchen. Die Denkmäler der Königin Elisabeth (Szeged, 1907) und des Kronprinzen Rudolf (Budapest, 1908) machten ihn weitläufig bekannt.
Während des Ersten Weltkriegs richtete Ligeti ein Aufnahmegesuch an das k.u.k. Kriegspressequartier, wo er per 2. April 1917 als Kriegsbildhauer mit Namen Nikolaus Ligeti aufgenommen wurde. In seiner neuen Funktion erhielt er zahlreiche Aufträge, u. a. einen Fahnenträger des Infanterieregiments Nr. 39 in Königgrätz für Kaiser Karl I. Weiters ist in den Akten des Kriegspressequartiers auch ein „ungebührliches Benehmen bei Leutnant Erzherzog Josef Franz“ vermerkt.
Miklós Ligeti wurde für seine Werke, es handelte sich dabei hauptsächlich um Grabdenkmäler, Bildnisstatuetten, farbige Keramiken für die Porzellanmanufaktur Herend und Büsten; mehrfach ausgezeichnet. Er nahm an mehreren Kollektiv-Ausstellungen in seiner Heimatstadt Budapest teil. Eine dieser Ausstellungen wurde auch Ende der 1930er-Jahre in den Vereinigten Staaten gezeigt.

## Werke (Auszug)
- Statue des Anonymus, 1903, Bronze/Stein, Budapest, Stadtwäldchen
- Bildnisbüste Friedrich Robert Freiherr von Georgi, 1906, Bronze, 48 × 35 × 72 cm, Heeresgeschichtliches Museum, Wien
- Denkmal Königin Elisabeth von Ungarn, 1907, Szeged
- Denkmal Kronprinz Rudolf, 1908, Budapest, Stadtwäldchen
- Bildnisbüste Anton Freiherr von Haus, 1916, weißer Marmor, 53 × 31,5 × 76 cm, Heeresgeschichtliches Museum, Wien[3]
- Bildnisbüste Samuel Freiherr von Hazai, 1916, Gips, 27 × 18 × 36 cm, Heeresgeschichtliches Museum, Wien
- Bildnisbüste Erzherzog Eugen, 1916, Bronze, 46 × 35 × 84 cm, Heeresgeschichtliches Museum, Wien
- Bildnisbüste Kaiser Karl I., 1917, Bronze, 66 × 31 × 20 cm, Heeresgeschichtliches Museum, Wien
- Bildnisbüste Feldmarschall Alexander Freiherr von Krobatin, 1916, Bronze, 49 × 33 × 55 cm, Heeresgeschichtliches Museum, Wien
- Bildnisbüste Eduard von Böhm-Ermolli, vor 1918, Gips, 14 × 11 × 35 cm, Heeresgeschichtliches Museum, Wien
- Bildnisbüste Erzherzog Friedrich, vor 1918, Gips, 24 × 16 × 37 cm, Heeresgeschichtliches Museum, Wien
- Bildnisbüste Déryné Széppataki Róza (1793–1872), ungarische Opernsängerin und Schauspielerin, für die Porzellanmanufaktur  Herend